# Oliver Kirch
Pour les articles homonymes, voir Kirch.
Oliver Kirch est un footballeur allemand, né le 21 août 1982 à Soest en Allemagne. Il évolue actuellement en Bundesliga au SC Paderborn comme milieu relayeur.

## Carrière

### Clubs
| Saison      | Club              | Pays              | Championnat        | Coupes nationales | Coupes d’Europe |
| ----------- | ----------------- | ----------------- | ------------------ | ----------------- | --------------- |
| 2002 - 2003 | SC Verl           | Regionalliga Nord | 32 matchs / 3 buts | -                 | -               |
| 2003 - 2004 | Mönchengladbach   | Bundesliga        | 8 matchs           | 1 match           | -               |
| 2004 - 2005 | Mönchengladbach   | Bundesliga        | -                  | -                 | -               |
| 2005 - 2006 | Mönchengladbach   | Bundesliga        | -                  | -                 | -               |
| 2006 - 2007 | Mönchengladbach   | Bundesliga        | 14 matchs          | -                 | -               |
| 2007 - 2008 | Arminia Bielefeld | Bundesliga        | 25 matchs / 3 buts | 3 matchs          | -               |
| 2008 - 2009 | Arminia Bielefeld | Bundesliga        | 26 matchs          | 2 matchs          | -               |
| 2009 - 2010 | Arminia Bielefeld | Bundesliga 2      | 20 matchs / 4 buts | 1 match           | -               |
| 2010 - 2011 | FC Kaiserslautern | Bundesliga        | 29 matchs          | 4 matchs          | -               |
| 2011 - 2012 | FC Kaiserslautern | Bundesliga        | 23 matchs / 1 but  | 3 matchs          | -               |
| 2012 - 2013 | Borussia Dortmund | Bundesliga        | 4 matchs           | -                 | 2 matchs        |
| 2013 - 2014 | Borussia Dortmund | Bundesliga        | 7 matchs / 1 but   | 2 matchs          | 1 match         |

## Palmarès
- Finaliste de la Ligue des champions en 2013